# Boharigau
Boharigau (en népalais : बोहरीगाउँ) est un comité de développement villageois du Népal situé dans le district de Darchula. Au recensement de 2011, il comptait 4 211 habitants.